# Sabadyla lekarska
Sabadyla lekarska, kichawiec lekarski (Schoenocaulon officinale) – gatunek cebulkowej byliny z rodziny melantkowatych (Melanthiaceae). Występuje na terenach górzystych Ameryki Środkowej oraz w Wenezueli. Rośnie na łąkach.

## Morfologia
LiścieWąskie, lancetowate.
KwiatyDrobne, w kolorze białym.
NasionaDrobne, czarne.

## Zastosowanie
Nasiona zawierają trujący alkaloid (weratryna) o działaniu owadobójczym. Są surowcem do wyrobu leków reumatycznych. Preparaty w postaci maści działają rozgrzewająco i przeciwbólowo. Nalewka z nasion w postaci wyciągu stosowana jest w przy leczeniu wszawicy i zwalczaniu wszy oraz w weterynarii przeciwko pchłom.